# Botrychium lineare
Botrychium lineare là một loài dương xỉ trong họ Ophioglossaceae. Loài này được W.H.Wagner mô tả khoa học đầu tiên năm 1994.
Danh pháp khoa học của loài này chưa được làm sáng tỏ. 